# Rita Rosani
Rita Rosani (20. November 1920 in Triest – 17. September 1944 in Monte Comun, Grezzana) war eine italienische Lehrerin und Widerstandskämpferin gegen den Nazifaschismus. Sie war eine der bekanntesten jüdischen Partisaninnen.

## Leben
Der Vater von Rita Rosani, Ludwig Rosenzweig, stammte aus Mähren und zog 1905 wegen der zunehmend antisemitischen Stimmung in seiner Heimat zunächst nach Fiume und später nach Triest. In der österreichisch-ungarischen Hafenstadt an der Adria änderte er seinen Namen in Ludovico Rosani und heiratete die ebenfalls aus Mähren stammende Rosa Strakosch. 1920 kam ihre Tochter Rita in Triest zur Welt.
Rita Rosani wuchs im faschistischen Italien auf und besuchte nach der Schule die faschistischen Jugendeinrichtungen. Ihre Kindheit und Jugend verlief relativ sorgenfrei. Zu ihren Freunden gehörte Linuccia Saba Tochter von Umberto Saba und ihr späterer Verlobter Giacomo „Kubi“ Nagler, dessen Familie aus Galizien stammte.
Im September 1938 verschärfte sich die Lage für die jüdische Bevölkerung im Königreich Italien mit der schrittweisen Verkündung der italienischen Rassengesetze. Infolgedessen wurde Rita Rosani von der öffentlichen Schule verwiesen und war gezwungen, ihre Ausbildung zur Lehrerin auf einer von der jüdischen Gemeinde eingerichteten Schule abzuschließen. Nach Ende ihrer Ausbildung unterrichtete sie in ihrer Heimatstadt in einer jüdischen Grundschule. Nach Gründung der DELASEM 1939 war sie nebenbei auch für diese Wohlfahrtsorganisation für jüdische Emigranten tätig.
Noch vor dem italienischen Kriegseintritt am 15. Juni 1940 vermählten sich Rita Rosani und Kubi Nagler. Da er aufgrund des Krieges seine polnische Staatsbürgerschaft verlor, wurde er nach dem italienischen Kriegseintritt als staatenloser Jude interniert und mit seinen Eltern in das italienische Konzentrationslager Casoli in der Region Abruzzen deportiert. Auch wenn sie eine Zeit lang Briefkontakt miteinander hatten, zerbrach die Beziehung am Ende. Ob Rita Rosani erfuhr, dass ihr ehemaliger Verlobter mit seinen Eltern im Januar 1944 nach Auschwitz deportiert wurde, ist ungewiss.
Nach der Bekanntgabe des italienischen Waffenstillstands mit den Alliierten am 8. September 1943 spitzte sich Lage für die jüdische Bevölkerung in Triest zu. Der Waffenstillstand hatte die deutsche Besetzung Italiens zur Folge. Triest wurde der Operationszone Adriatisches Küstenland eingegliedert und stand unter direkter deutscher Verwaltung. Noch im September 1943 begannen die Deutschen mit der Verhaftung und Deportation der jüdischen Bevölkerung in der Operationszone. Die Nachrichten über die Verfolgungen, die sie erreichten, führten dazu, dass Rita Rosani sich der Resistenza anschloss. Zuvor brachte sie ihre Eltern aufs Land in Sicherheit, dort blieben sie bis zum Kriegsende und überlebten den Holocaust.
Rita Rosani war zunächst im Untergrund in Portogruaro aktiv. Anschließend schloss sie sich einer Partisanengruppe in der Provinz Verona an und übermittelte Nachrichten an verschiedene Widerstandszellen. Die von Umberto Ricca, einem Offizier des italienischen Generalstabes geführte Gruppe, der sich nach dem 8. September nicht den Streitkräften der Italienischen Sozialrepublik anschloss und stattdessen in den bewaffneten Widerstand ging, hatte ihr Versteck in einer kleinen Hütte auf dem Monte Comune in den Ausläufern der lessinischen Alpen östlich des Valpolicella und nördlich von Verona.
Die um die 15 Personen zählende Gruppe, benannt Banda armata dell’Aquila führte Sabotageakte im Valpolicella und im Gebiet um Zevio im Etschtal aus. Am 17. September 1944 wurde das Versteck der Gruppe während einer Razzia der Guardia Nazionale Repubblicana (GNR), die von Einheiten der Wehrmacht unterstützt wurde, auf dem Monte Comun nordöstlich von Grezzana entdeckt. Im folgenden Feuergefecht wurde Rita Rosani verwundet, und, nachdem sie sich gestellt hatte, vom Kommandanten der GNR, Leutnant Mario Scaroni, mit einem Kopfschuss getötet.
Scaroni wurde 1945 für die Tat in erster Instanz zu einer Freiheitsstrafe von 20 Jahren verurteilt, die er infolge einer Amnestie nie antreten musste.

## Auszeichnung
- Tapferkeitsmedaille in Gold, postum verliehen

## Gedenken

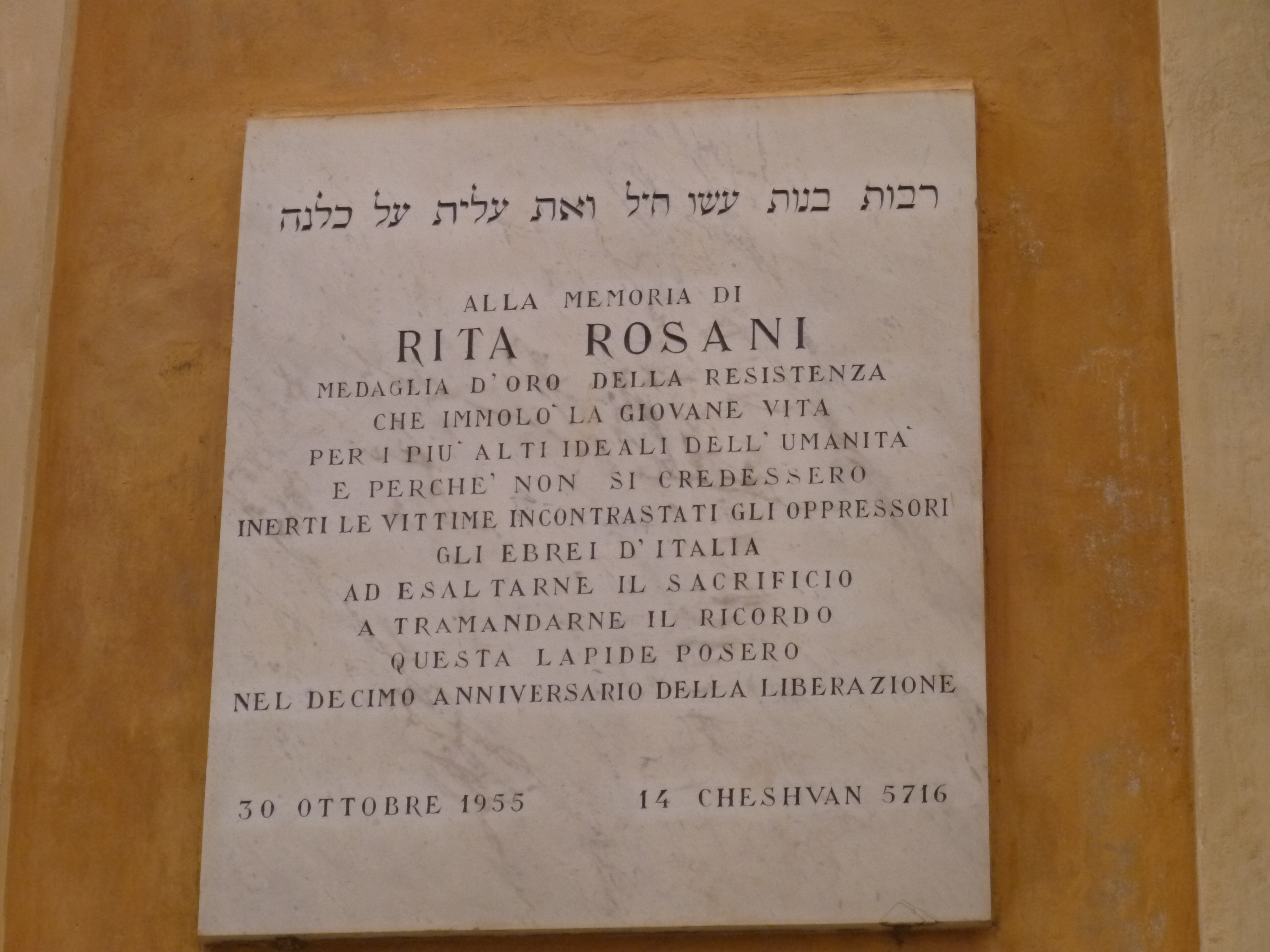
Gedenkstein für Rita Rosani an der Synagoge von Verona

- In Rom, Triest und Verona wurden Straßen nach ihr benannt.
- In Verona tragen auch zwei Schulen ihren Namen, eine Grundschule im Borgo Trento und eine Sekundarschule im Borgo Venezia.
- Zwei Gedenksteine erinnern an die Widerstandskämpferin, einer an der jüdischen Schule in Triest, an der sie unterrichtet hatte, und einer an der Synagoge von Verona, wo – auf Hebräisch – ein Bibelspruch eingraviert wurde:[3]

„Viele Frauen haben sich als tapfer erwiesen, aber Du übertrafst sie alle.“

- Ein Gedenkstein wurde am Ort ihrer Ermordung gesetzt. Jedes Jahr findet dort eine Gedenkfeier statt, veranstaltet von den Volontari della Libertà in Zusammenarbeit mit den Gemeinden Negrar und Grezzana.